# پای شیر چین‌دار
پای شیر چین‌دار (نام علمی: Alchemilla plicatissima) یک گونه از سرده پای شیر از خانواده یا تیرهٔ گلسرخیان است.